# Sharon Kay Penman
Sharon Kay Penman (13 de agosto de 1945 - 22 de enero de 2021) fue una abogada y novelista histórica estadounidense, publicada en el Reino Unido como Sharon Penman. 

## Carrera literaria
Es conocida sobre todo por su trilogía de los príncipes de Gales y la serie Plantagenet. Además ha escrito cuatro novelas medievales de misterio, la primera de ellas, The Queen's Man (1996), fue finalista del Premio Edgar para Mejor Primera Novela de Misterio de 1996. Sus novelas y misterios están ambientados en Inglaterra, Francia y Gales y tratan de la realeza inglesa y galesa durante la Edad Media. The Sunne in Splendor (1983), su primer libro, fue una novela sobre el rey Ricardo III de Inglaterra y la Guerra de las Rosas. Cuando el manuscrito fue robado de su automóvil en 1972, tuvo que volver a escribirlo.
Su trabajo generalmente es bien recibido y las novelas más recientes han llegado a la lista de bestsellers del New York Times. Los críticos han elogiado la investigación meticulosa de los escenarios y eventos presentados en su ficción, así como las descripciones.
Falleció a causa de una neumonía el 22 de enero de 2021 a los 75 años.

## Obra
- The Sunne in Splendour (1982)

Trilogía de los príncipes de Gales
- Here Be Dragons (1986)
- Falls the Shadow (1988)
- The Reckoning (1991)

Serie de los Plantagenet
- When Christ and His Saints Slept (1994)
- Time and Chance (2002)
- Devil's Brood (2009)
- Lionheart (2011)
- A King's Ransom (2014)

Novelas de misterio de Justin de Quincy
- The Queen's Man (1996)
- Cruel as the Grave (1998)
- Dragon's Lair (2003)
- Prince of Darkness (2005)